# 伏龙坪街道
伏龙坪街道，是中华人民共和国甘肃省兰州市城关区下辖的一个乡镇级行政单位。

## 行政区划
伏龙坪街道下辖以下地区：
后街社区、前街社区、杨家沟社区、红沟村、头营村、二营村、三营村、民族村和卓家沟村。